# Copa de la Reina de Fútbol 2017
Copa de la Reina de Fútbol 2017 var den 35. udgave af den spanske pokalturnering i fodbold for kvinder. Den varede fra 4 til 18. juni 2017.

## Kvalifikation
Top otte i spanske Primera División 2016-17 (provisorisk).
| #  | Hold                       | Kmp | V  | U | T  | M+ | M- | MF  | Pt | 2016           |
| -- | -------------------------- | --- | -- | - | -- | -- | -- | --- | -- | -------------- |
| 1  | Atlético Madrid            | 30  | 24 | 6 | 0  | 91 | 17 | +75 | 78 | 2              |
| 2  | FC Barcelona               | 30  | 24 | 3 | 3  | 98 | 13 | +85 | 75 | Samme position |
| 3  | Valencia CF                | 30  | 20 | 8 | 2  | 69 | 11 | +58 | 71 | 3              |
| 4  | Levante UD                 | 30  | 18 | 3 | 8  | 53 | 49 | +4  | 57 | Samme position |
| 5  | Athletic Club              | 30  | 16 | 5 | 9  | 64 | 44 | +20 | 53 | 4              |
| 6  | UD Granadilla Tenerife Sur | 30  | 13 | 7 | 10 | 53 | 41 | +12 | 46 | 1              |
| 7  | Rayo Vallecano             | 30  | 13 | 1 | 15 | 49 | 53 | -4  | 43 | 3              |
| 8  | Real Sociedad              | 30  | 12 | 6 | 12 | 44 | 34 | +10 | 42 | 3              |
| 9  | Santa Teresa CD            | 30  | 10 | 6 | 14 | 28 | 46 | -18 | 36 | 2              |
| 10 | Sporting de Huelva         | 30  | 9  | 8 | 13 | 47 | 56 | -9  | 35 | 2              |

## Resultater
|  | Kvartfinaler | Kvartfinaler       | Kvartfinaler     |   |                       | Semifinaler     | Semifinaler | Semifinaler |  |  | Finale | Finale | Finale |  |
|  |              |                    |                  |   |                       |                 |             |             |  |  |        |        |        |  |
|  |              |                    |                  |   |                       |                 |             |             |  |  |        |        |        |  |
|  | 2            | FC Barcelona (efs) | 1                |   |                       |                 |             |             |  |  |        |        |        |  |
|  | 2            | FC Barcelona (efs) | 1                |   |                       |                 |             |             |  |  |        |        |        |  |
|  | 8            | Real Sociedad      | 0                |   |                       |                 |             |             |  |  |        |        |        |  |
|  | 8            | Real Sociedad      | 0                |   | FC Barcelona          | FC Barcelona    | 2           |             |  |  |        |        |        |  |
|  |              |                    |                  |   | FC Barcelona          | FC Barcelona    | 2           |             |  |  |        |        |        |  |
|  |              | Valencia CF        | Valencia CF      | 1 |                       |                 |             |             |  |  |        |        |        |  |
|  | 5            | Valencia CF        | Valencia CF      | 1 | Athletic Club         | 1               |             |             |  |  |        |        |        |  |
|  | 5            |                    |                  |   |                       |                 |             |             |  |  |        |        |        |  |
|  | 3            | Valencia CF        | 3                |   |                       |                 |             |             |  |  |        |        |        |  |
|  | 3            | Valencia CF        | 3                |   | FC Barcelona          | FC Barcelona    | 4           |             |  |  |        |        |        |  |
|  |              |                    |                  |   |                       |                 |             |             |  |  |        |        |        |  |
|  |              | Atlético Madrid    | Atlético Madrid  | 1 |                       |                 |             |             |  |  |        |        |        |  |
|  | 1            | Atlético Madrid    | Atlético Madrid  | 1 | Atlético Madrid (efs) | 4               |             |             |  |  |        |        |        |  |
|  | 1            |                    |                  |   |                       |                 |             |             |  |  |        |        |        |  |
|  | 7            | Rayo Vallecano     | 3                |   |                       |                 |             |             |  |  |        |        |        |  |
|  | 7            | Rayo Vallecano     | 3                |   | Atlético Madrid       | Atlético Madrid | 2           |             |  |  |        |        |        |  |
|  |              |                    |                  |   | Atlético Madrid       | Atlético Madrid | 2           |             |  |  |        |        |        |  |
|  |              | UD Granadilla TS   | UD Granadilla TS | 0 |                       |                 |             |             |  |  |        |        |        |  |
|  | 6            | UD Granadilla TS   | UD Granadilla TS | 0 | UD Granadilla TS      | 2               |             |             |  |  |        |        |        |  |
|  | 6            |                    |                  |   |                       |                 |             |             |  |  |        |        |        |  |
|  | 4            | Levante UD         | 1                |   |                       |                 |             |             |  |  |        |        |        |  |
|  | 4            | Levante UD         | 1                |   |                       |                 |             |             |  |  |        |        |        |  |
|  |              |                    |                  |   |                       |                 |             |             |  |  |        |        |        |  |

| Copa de la Reina de Fútbol 2017 Mestre |
| -------------------------------------- |
| FC Barcelona (5. titel)                |

### Kvartfinaler
| 3. juni 2017 10:00 |

| FC Barcelona | 1–0                                      | Real Sociedad |
| ------------ | ---------------------------------------- | ------------- |
| Latorre 102' | Report FC Barcelona Report Real Sociedad |               |

| Estadio Matapiñonera, San Sebastián de los Reyes Dommer: Skabelon:Lande data Community of Madrid Elena Contreras Patiño |

| 3. juni 2017 12:30 |

| Athletic Club | 1–3                                  | Valencia CF                   |
| ------------- | ------------------------------------ | ----------------------------- |
| Corres 11'    | Report Athletic Club Report Valencia | Banini 10' · Vilas 56', 67' · |

| Estadio Matapiñonera, San Sebastián de los Reyes Dommer: Skabelon:Lande data Canarias Marta Huerta de Aza |

| 4. juni 2017 10:00 |

| Atlético Madrid                               | 4–3 | Rayo Vallecano                       |
| --------------------------------------------- | --- | ------------------------------------ |
| Borja 40' · Bermúdez 88', 96' · Sampedro 119' |     | L. Domínguez 49' · Pablos 55', 94' · |

| Estadio Matapiñonera, San Sebastián de los Reyes Dommer: María Dolores Martínez Madrona |

| 4. juni 2017 12:30 |

| UD Granadilla TS       | 2–1 | Levante UD         |
| ---------------------- | --- | ------------------ |
| García 18' · Martí 82' |     | Pérez 32' (str.) · |

| Estadio Matapiñoneras, San Sebastián de los Reyes Dommer: Skabelon:Lande data Community of Madrid Lobenschus Kinga-Hajnalka |

### Semifinaler
| 16. juni 2017 17:00 |

| FC Barcelona          | 2–1 | Valencia CF   |
| --------------------- | --- | ------------- |
| Gili 21' · Losada 28' |     | Vilas 90+4' · |

| La Ciudad del Fútbol, Las Rozas Dommer: Skabelon:Lande data Community of Madrid Miguel Ángel Ortiz Arias |

| 16. juni 2017 19:30 |

| Atlético Madrid                 | 2–0 | UD Granadilla TS |
| ------------------------------- | --- | ---------------- |
| Borja 15' · del Valle 26' (sm.) |     |                  |

| La Ciudad del Fútbol, Las Rozas Dommer: Skabelon:Lande data Castile and León Alfonso Vicente Moral |

### Finale
| 18. juni 2017 11:30 |

| FC Barcelona                                  | 4–1 | Atlético Madrid |
| --------------------------------------------- | --- | --------------- |
| Hermoso 41', 49' · Putellas 70' · Bonmatí 83' |     | Bermúdez 58' ·  |

| La Ciudad del Fútbol, Las Rozas Dommer: Francisco José Hernández Maeso |

### Målscorere
3 mål:
- Mari Paz Vilas (Valencia CF)
- Sonia Bermúdez (Atlético Madrid)

2 mål:
- Natalia Pablos (Rayo Vallecano)
- Priscila Borja (Atlético Madrid)
- Jennifer Hermoso (FC Barcelona)

1 mål:
- Yulema Corres (Athletic Club)
- Laura Domínguez (Rayo Vallecano)
- María José Pérez (Levante UD)
- Estefanía Banini (Valencia CF)
- Cindy García (UD Granadilla TS)
- María Martí (UD Granadilla TS)
- Aitana Bonmatí (FC Barcelona)
- Gemma Gili (FC Barcelona)
- Bárbara Latorre (FC Barcelona)
- Victoria Losada (FC Barcelona)
- Alexia Putellas (FC Barcelona)
- Amanda Sampedro (Atlético Madrid)

Selvmål
- María Estella del Valle (i kamp mod Atlético Madrid)